# Getaway (película)
Getaway es una película de acción y suspenso americana, protagonizada por Ethan Hawke y la nominada a los Premios Razzie como “Peor Actriz del año” Selena Gomez. Dirigida por Courtney Solomon y Yaron Levy, y escrita por Gregg Maxwell Parker y Sean Finegan, la película fue distribuida por Warner Bros. Pictures. Aunque originalmente fue reportada a ser una nueva versión de la película de 1972 The Getaway, protagonizada por Steve McQueen y Ali MacGraw, la película es en realidad una historia original.

## Trama
Brent Magna (Ethan Hawke) es un piloto de carreras que es conducido a una misión de vida o muerte al volante, cuando su esposa es secuestrada. Con la ayuda de su auto Mustang Shelby GT 500 blindado de Brent y una joven hacker (Selena Gomez), deben ponerse al volante con su única esperanza de salvar a su esposa, siguiendo las órdenes de la voz misteriosa (Jon Voight), que está observando todos sus movimientos a través de cámaras montadas en el coche que está conduciendo Brent.

## Reparto
- Ethan Hawke como Brent Magna.
- Selena Gomez como La Chica.
- Paul Freeman como El Hombre.
- Bruce Payne como El Hombre Distinguido.
- Rebecca Budig como Leanne Magna.
- Jon Voight como La Voz.

## Producción
La película se rodó en dos partes de producción. La primera parte del rodaje tuvo lugar en mayo de 2012 en Sofía, Bulgaria. La filmación se reanudó en Atlanta, Georgia en septiembre de 2012.